# Öcsöd
Öcsöd est un village et une grande-commune (nagyközség) du comitat de Jász-Nagykun-Szolnok en Hongrie.

## Jumelage
Vironchaux (France) depuis 1993